# Rogun-Staudamm
Der Rogun-Staudamm in Tadschikistan (Asien) soll mit 335 m Höhe die höchste (menschgemachte) Talsperre der Erde werden.

## Staudamm
Der Rogun-Staudamm entsteht am Fluss Wachsch, einem Nebenfluss des Amudarja, etwa 100 km nordöstlich der tadschikischen Hauptstadt Duschanbe oberhalb des Nurek-Staudamms. Die Talsperre ist ein 660 m langer Steinschüttdamm mit 75,5 Mio. m³ Bauwerksvolumen, der noch nicht fertiggestellt ist.
Das Absperrbauwerk wäre das höchste der Erde, kann sich jedoch in anderen Kategorien – wie dem Stauinhalt oder dem Bauwerksvolumen – nicht mit den größten Dämmen messen. Die bislang mit 300 m höchsten Talsperren der Welt sind der 1980 fertiggestellte Nurek-Staudamm, ebenfalls in Tadschikistan, und Jinping I in China. Die dritthöchste ist mit 292 m die Xiaowan-Talsperre in China, gefolgt von der Grande Dixence in der Schweiz mit 285 m Höhe.
Das besondere Problem des Staudammbaus ist neben dem politischen Konflikt mit dem Unterlieger des Gharm-Flusses, Usbekistan, der um die Bereitstellung des Wassers für die Bewässerung seiner Baumwollkulturen fürchtet, dass beim Ausbau auf die höchste Planstufe nach Angaben der Menschenrechtsorganisation Human Rights Watch bis zu 7.000 Familien (etwa 42.000 Menschen) zwangsumgesiedelt werden müssten. Bis zum Frühjahr 2014 waren demnach bereits etwa 1.500 Haushalte umgesiedelt, ohne dass ihnen eine wirtschaftliche Grundlage als Ersatz bereitgestellt wurde. Dies lässt bei der Realisierung des Projektes ein soziales Drama großen Ausmaßes befürchten.

## Stausee
Der geplante Speicherraum des Rogun-Stausees beträgt 11,6 Mrd. m³, das sind 11,6 km³, der See ist allerdings noch nicht vollständig eingestaut, die Füllung wird fünf bis sechs Jahre in Anspruch nehmen.

## Wasserkraftwerk
Am 16. November 2018 hat Tadschikistans Präsident Emomalij Rahmon an der Talsperre die erste Turbine dieses Wasserkraftwerkes in Betrieb genommen. Es soll, wenn alle Turbinen in Betrieb sind, insgesamt 3600 MW Leistung liefern. Damit könnten pro Jahr 13,3 Milliarden Kilowattstunden Strom erzeugt und große Gebiete Zentralasiens mit Elektrizität versorgt werden. Es wäre eines der größten Wasserkraftwerke der Erde.

## Geschichte

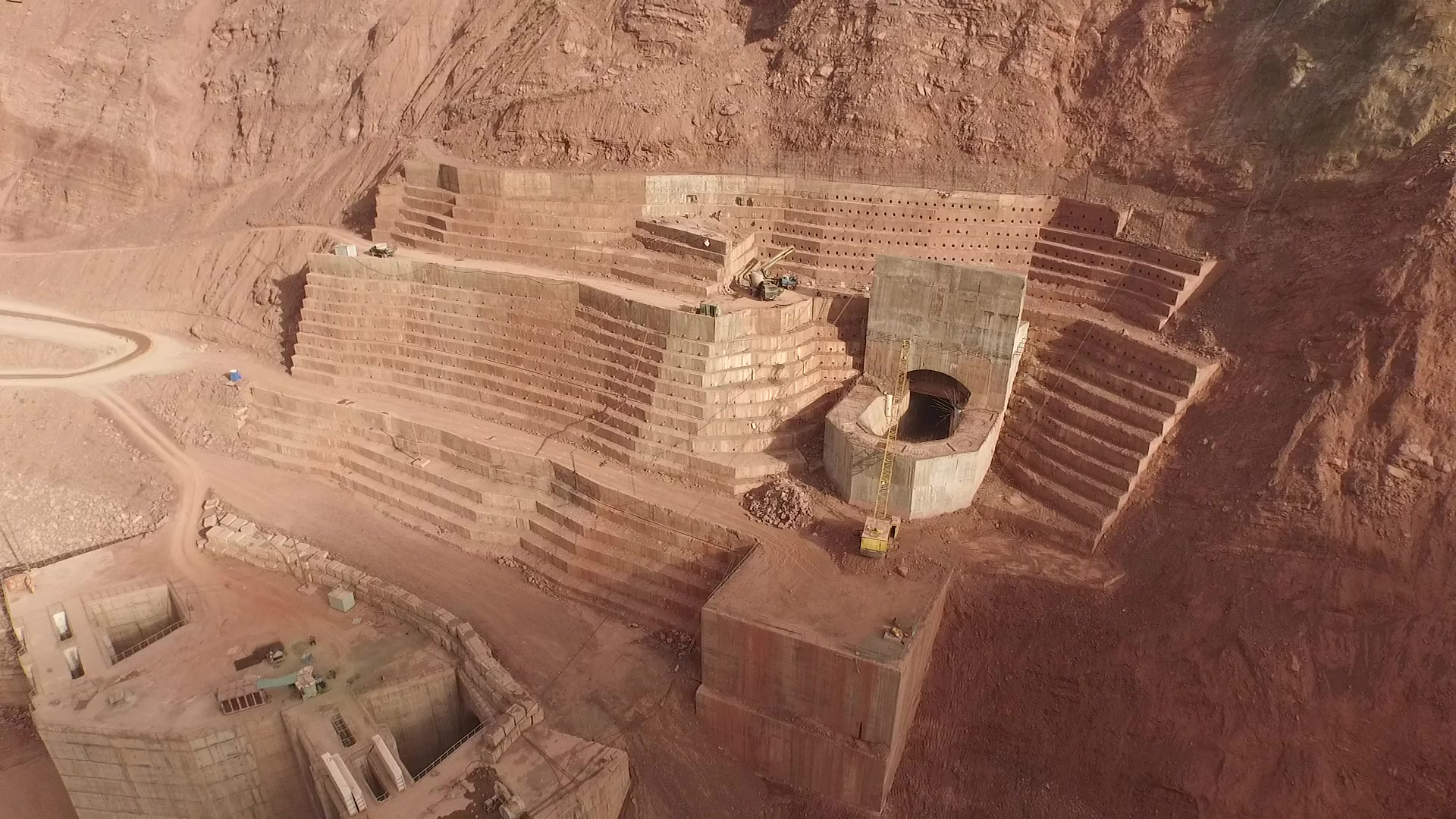
Bauarbeiten im Jahr 2016

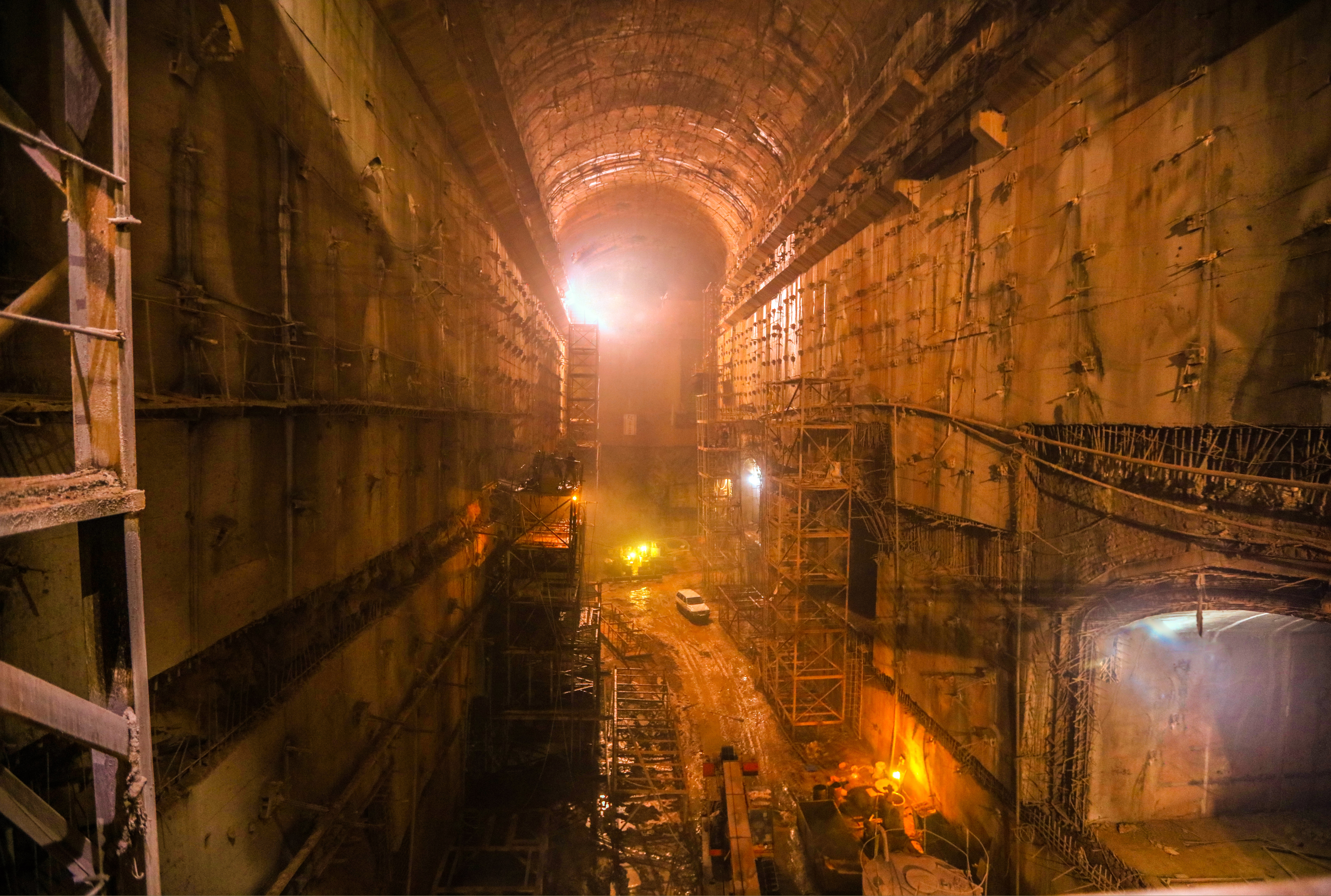
Kavernenbau im Jahr 2019

Pläne und erste Arbeiten an dem Damm begannen 1976, noch zu Sowjetzeiten. Seitdem wurden nur unvollständige Arbeiten ausgeführt, die im Vergleich mit dem Gesamtausmaß des Projekts unbedeutend sind.
Nach der Unabhängigkeit Tadschikistans und dem Zusammenbruch der Sowjetunion 1991 wurden die Bauarbeiten aus Geldmangel eingestellt. Erst ein Teil der Untertage-Bauwerke (Kavernen, Stollen, Schieberkammern etc.) waren fertiggestellt. Im Mai 1993 wurden durch eine Flut die zwei Fangedämme zerstört. Mit dem Bau des eigentlichen Staudamms war noch nicht begonnen worden. Verschiedentlich wurde danach ein Weiterbau angekündigt.
Nach dem Ende der Sowjetunion wurde ein Abkommen mit Rusal (Russki aljumini) abgeschlossen, das in der Hoffnung auf günstige Bezugsbedingungen für elektrische Energie aus Wasserkraft für weitere Aluminiumwerke auf tadschikischem Boden zusagte, den Löwenanteil der auf 3 Mrd. US-Dollar geschätzten Baukosten auf sich zu nehmen.
Tadschikistan hat mittlerweile dieses Abkommen mit Rusal aufgekündigt. Rusal erwartete einen Kontrollanteil an der Staudammgesellschaft, den die tadschikische Seite nicht zu gewähren bereit war. Entsprechend war die russische Seite nicht zu größeren Vorlagen bereit. Im Gegenzug warf die tadschikische Regierung Rusal Vertragsbrüchigkeit vor.
Tadschikistan will nun jährlich 79 Mio. USD Budgetmittel in den Bau des Staudamms investieren. Angesichts geschätzter Gesamtkosten von 3 Mrd. USD benötigt die Regierung aber liquide Ko-Investoren. Zwar sind die geplanten Kapazitäten so groß, dass nach Abdeckung des gesamten tadschikischen Strombedarfs inklusive zweier Aluminiumhütten auch Indien, Pakistan und Afghanistan mit Strom beliefert werden könnten, doch müssten hierfür die Übertragungsleitungen durch extrem anspruchsvolles Terrain erst noch errichtet werden. Mit der bisher aufrechterhaltenen Weigerung, einem etwaigen Investor entscheidende Anteile an der Staudammgesellschaft zu gewähren, sind die Anreize, das Projekt zu unterstützen, gering.
Der Weiterbau ist in der Region umstritten. Tadschikistan wäre dann in der Lage, den Wasserfluss im Amudarja verstärkt zu kontrollieren, was Misstrauen in den unteren Anrainerstaaten hervorruft.
Nach einer Machbarkeitsstudie von Lahmeyer International ist ein Weiterbau des Projekts in drei Schritten vorgesehen, in denen die Dammhöhe auf 225 m, 285 m und 335 m wachsen soll.
Im Jahr 2011 begann die Weltbank einen Konsultationsprozess mit den Anrainerstaaten und eine Prüfung des Projekts in zwei Bereichen:
- Techno-Economic Assessment Study (TEAS)
- Environmental and Social Impact Assessment (ESIA)

Gutachter zu TEAS waren das französische Konsortium Coyne et Bellier sowie die Consulting-Unternehmen Electroconsult aus Italien und IPA aus Großbritannien.
Gutachter zu ESIA war die Schweizer Niederlassung von Pöyry.
Am 29. Oktober 2016 wurde durch Präsident Emomalij Rahmon persönlich am Steuer einer Planierraupe offiziell mit dem Bau des Staudammes begonnen.
Im Juni 2017 wurde der neue Fangedamm fertiggestellt.